# Veinticinco de Mayo (La Pampa)
Veinticinco de Mayo – miasto w Argentynie, w prowincji La Pampa, stolica departamentu Puelén.
Według danych szacunkowych na rok 2010 miejscowość liczyła 7 878 mieszkańców.